# 哈代-李特爾伍德第一猜想
在數論中，哈代-李特爾伍德第一猜想（first Hardy–Littlewood conjecture）指的是對小於給定數的質數k元組的非病態公式，這猜想是對質數定理的推廣。這猜想最初由G·H·哈代和約翰·恩瑟·李特爾伍德在1923年提出。

## 陳述
設{\displaystyle m_{1},m_{2},\ldots ,m_{k}}為一組使得{\displaystyle P=(p,p+m_{1},p+m_{2},\ldots ,p+m_{k})}不對任何質數構成一個完全剩餘系的正整數，並以{\displaystyle \pi _{P}(n)}表示不大於{\displaystyle n}並使得{\displaystyle p+m_{1},p+m_{2},\ldots ,p+m_{k}}皆為質數的質數{\displaystyle p}的數量，那麼有：
{\displaystyle \pi _{P}(n)\sim C_{P}\int _{2}^{n}{\frac {dt}{\log ^{k+1}t}},}
其中
{\displaystyle C_{P}=2^{k}\prod _{q{\text{ prime,}} \atop q\geq 3}{\frac {1-{\frac {w(q;m_{1},m_{2},\ldots ,m_{k})}{q}}}{\left(1-{\frac {1}{q}}\right)^{k+1}}}}
是奇質數的乘積，且此處{\displaystyle w(q;m_{1},m_{2},\ldots ,m_{k})}表示{\displaystyle 0,m_{1},m_{2},\ldots ,m_{k}}除以{\displaystyle q}後，其中不同的餘數的個數。
{\displaystyle k=1}且{\displaystyle m_{1}=2}的情況和孿生質數猜想相關，特別地，若以{\displaystyle \pi _{2}(n)}表示不大於{\displaystyle n}的孿生質數個數，那麼有
{\displaystyle \pi _{2}(n)\sim C_{2}\int _{2}^{n}{\frac {dt}{\log ^{2}t}},}
其中
{\displaystyle C_{2}=2\prod _{\textstyle {q{\text{ prime,}} \atop q\geq 3}}\left(1-{\frac {1}{(q-1)^{2}}}\right)\approx 1.320323632\ldots }
是孿生質數常數。

## 斯奎斯數
質數k元組的斯奎斯數，是根據哈代-李特爾伍德第一猜想，在質數k元組上對斯奎斯數的定義的推廣。質數k元組{\displaystyle P}的斯奎斯數的定義是最小的違反哈代-李特爾伍德的質數{\displaystyle p}，也就是最小的使得下式成立的質數：
{\displaystyle \pi _{P}(p)>C_{P}\operatorname {li} _{P}(p),}

## 結果
目前已證明說，哈代-李特爾伍德第一猜想和哈代-李特尔伍德第二猜想彼此不相容。

## 推廣
Bateman–Horn猜想是哈代-李特爾伍德第一猜想在次數大於一的多項式上的推廣。

## 出處
1. 1 2 3  Aletheia-Zomlefer, Fukshansky & Garcia 2020.
2. ↑  Hardy, G. H.; Littlewood, J. E. . Acta Math. 1923, 44 (44): 1–70. doi:10.1007/BF02403921 ..
3. 1 2 3  Tóth 2019.
4. ↑  Richards, Ian. . Bull. Amer. Math. Soc. 1974, 80: 419–438. doi:10.1090/S0002-9904-1974-13434-8 .